# Luis V de Hesse-Darmstadt

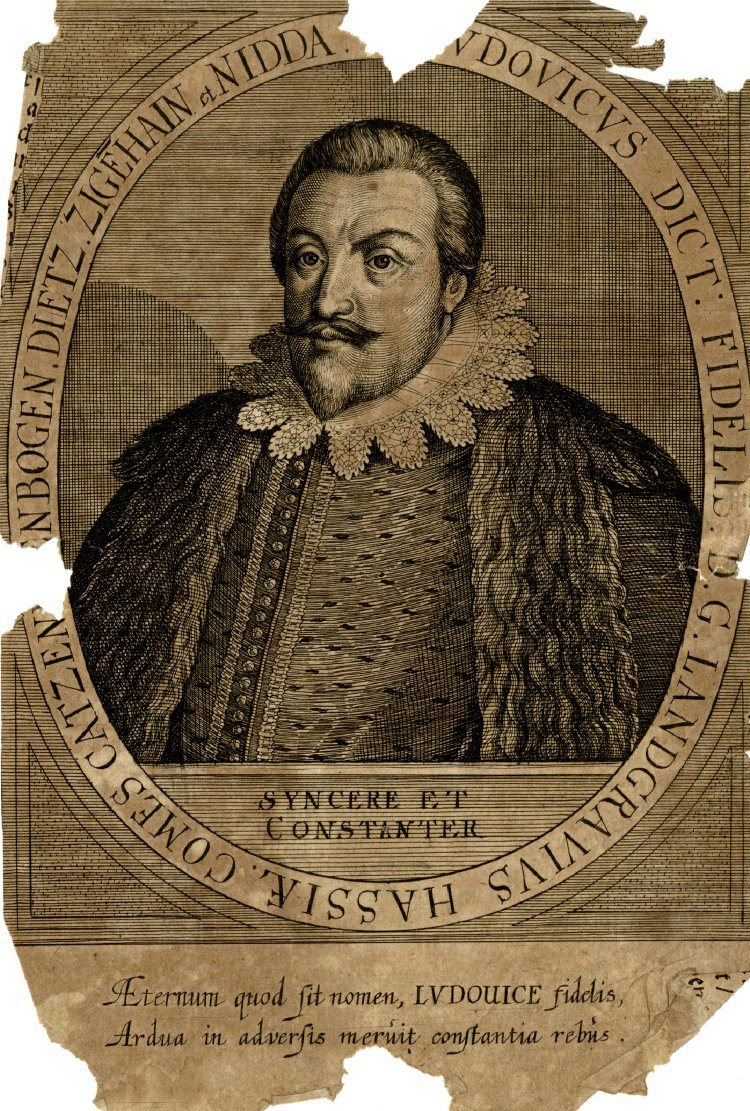

Luis V de Hesse-Darmstadt (en alemán: Ludwig V; 24 de septiembre de 1577, Darmstadt-27 de julio de 1626, cerca de Rheinfels) fue el Landgrave de Hesse-Darmstadt desde 1596 hasta 1626. Debido a su lealtad al emperador, Luis recibió el apodo de el fiel.

## Biografía

### Origen y primeros años del reinado
Era hijo del landgrave Jorge I de Hesse-Darmstadt y Magdalena de Lippe.
Después de la muerte de su padre, fue investido con sus hermanos Felipe y Federico en 1597 por el emperador Rodolfo II con Hesse-Darmstadt. Poco después se hizo cargo del landgraviato, después de que sus hermanos tuvieran que renunciar financieramente.
En 1600 adquirió mediante la compra a los condes de Isenburg, Kelsterbach con Mörfelden y Langen, que le fue prometida por el emperador después de largas discusiones con la familia Isenburg.

### Lucha por Hesse-Marburgo
En 1604 heredó una parte de Hesse-Marburgo después de la muerte de Luis IV de Hesse-Marburgo que no tenía hijos. La otra mitad fue a Mauricio I de Hesse-Kassel (o Hesse-Cassel), pero ya que Mauricio era calvinista, Luis reclamaba un derecho sobre el conjunto de Hesse-Marburgo. Esto llevó a un conflicto durante la Guerra de los Treinta Años, entre Luis V, que estaba en el lado del emperador, y Mauricio, que estaba en el lado de los protestantes. Hesse-Darmstadt sufrió gravemente los estragos de los suecos durante el conflicto. Como resultado de la Batalla de Wimpfen en 1622, el emperador salió victorioso y decidió por sí mismo que Luis recibiera Hesse-Marburgo por la lealtad otorgada, que ocupó militarmente y fue capaz de mantener hasta su muerte.
Durante estos enfrentamientos en 1622 Luis fue hecho prisionero por los protestantes por un corto tiempo.

### Universidad de Gießen
Después de que el Landgrave Mauricio introdujo en 1605 en la Universidad de Marburgo el calvinismo, algunos teólogos protestantes que se negaron a convertirse al calvinismo, abandonaron la universidad y se fueron a Gießen perteneciente a Luis. El 19 de mayo de 1607 en Praga el emperador Rodolfo II, concedió la patente de la Universidad de Gießen, que fue llamada Ludoviciana.
El Landgrave murió en 1626 y fue sucedido por Jorge II de Hesse-Darmstadt.
En 1722, Johann Georg Liebknecht, un astrónomo de la Universidad de Gießen, nombró a una estrella, que creía era un planeta, Sidus Ludoviciana después de Luis V.

## Matrimonio y descendencia
Se casó con Magdalena de Brandeburgo y tuvieron los siguientes hijos:
1. Isabel Magdalena, Duquesa de Württemberg-Montbéliard, (23 de abril de 1600 Darmstadt - 9 de junio de 1624 Montbéliard).
2. Ana Leonor de Hesse-Darmstadt, (30 de julio de 1601 - 6 de mayo de 1659).
3. Sofia Inés de Hesse-Darmstadt, (12 de enero de 1604 Darmstadt - 8 de septiembre de 1664 Hilpoltstein).
4. Jorge II de Hesse-Darmstadt, (17 de marzo de 1605 - 11 de junio de 1661).
5. Juliana de Hesse-Darmstadt, (14 de abril de 1606 Darmstadt - 15 de enero de 1659 Hanóver).
6. Amalia de Hesse-Darmstadt, (29 de junio de 1607 - 11 de septiembre de 1627).
7. Juan de Hesse-Braubach, (17 de junio de 1609 Darmstadt - 1 de abril de 1651 Ems).
8. Enrique de Hesse-Darmstadt, (1 de abril de 1612 Darmstadt - 21 de octubre de 1629).
9. Eduviges de Hesse-Darmstadt, (22 de junio de 1613 Darmstadt - 2 de marzo de 1614).
10. Luis de Hesse-Darmstadt, (12 de septiembre de 1614 Darmstadt - 16 de septiembre de 1614).
11. Federico de Hesse-Darmstadt, (28 de febrero de 1616 Darmstadt - 19 de febrero de 1682).